# Cantó d'Aiguebelle
El cantó d'Aiguebelle és un cantó francès del departament de la Savoia, situat al districte de Saint-Jean-de-Maurienne. Té 12 municipis i el cap és Aiguebelle.

## Municipis
- Aiguebelle
- Aiton
- Argentine
- Bonvillaret
- Épierre
- Montgilbert
- Montsapey
- Randens
- Saint-Alban-d'Hurtières
- Saint-Georges-d'Hurtières
- Saint Léger
- Saint-Pierre-de-Belleville

## Història
| Període                               | Identitat             | Partit | Qualitat                                                                      |
| ------------------------------------- | --------------------- | ------ | ----------------------------------------------------------------------------- |
| Les dades anteriors no són conegudes. |                       |        |                                                                               |
| 1945-1949                             | Maurice Cordel        |        |                                                                               |
| 1949-1951                             | Fernand Chatelain     | PCF    |                                                                               |
| 1951-1970                             | Auguste Mudry         | PCF    | Electricista Alcalde de Bellentre (1947-1973) Diputat (1946-1951 i 1956-1958) |
| 1970-1976                             | Jean-Baptiste Perrier | PS     | Alcalde d'Argentine                                                           |
| 1976- 2008                            | Alain Bouvier         | PCF    | Alcalde de Saint-Georges-d'Hurtières des de 1989                              |
| 2008 - en curs                        | Christiane Lehmann    | PCF    | Consellera municipal de Saint-Georges-d'Hurtières                             |

## Demografia
| 1882                                                            | 1926 | 1962 | 1968 | 1975 | 1982  | 1990  | 1999  | 2008  |
| ?                                                               | ?    | ?    | ?    | ?    | 4.718 | 4.307 | 4.966 | 6.554 |
| --------------------------------------------------------------- | ---- | ---- | ---- | ---- | ----- | ----- | ----- | ----- |
| Nombre retenu à partir de 1990: Population sans doubles comptes |      |      |      |      |       |       |       |       |